# باهرة مهملة
باهرة مهملة (الاسم العلمي: ) هو نوع من النباتات يتبع جنس الباهرة من الفصيلة الهليونية.